# Giaveno
Giaveno (piemonti nyelven Giaven, frankoprovanszál nyelven Djavën) egy település Olaszországban, Torino megyében.

## Elhelyezkedése

Giaveno község Torino megye térképén

Giaveno a Sangone-völgyben található, és a Susa- és Sangone-völgyi Hegyi Közösség részét képezi. A Giavenóval határos települések: Avigliana, Coazze, Cumiana, Perosa Argentina, Pinasca, Trana, Valgioie. A város védőszentjei Szent Lőrinc és Sant’Antero. A legenda szerint a település nevét onnan kapta, hogy amikor Hannibal átvágott a völgyön, Giavenóba érkezve ezt mondta: „Iam veni” (már jártam itt) .

## Történelem
773-ban itt ütköztek meg egymással Nagy Károly és Desiderius longobárd király seregei.
Az egyik első dokumentum, amely említést tesz Giavenóról, 1001-ből származik. Ebben III. Ottó német-római császár II. Olderico Manfredi márki feudális javai közé foglalja a települést. (Ennek tiszteletére alakult meg 2001-ben a III. Ottó történelmi hagyományőrző csoport.) Giavenót később, 1209-ben I. Savoia Tamás gróf a San Michele-apátságnak ajándékozta. 1347-ben Rodolfo di Mombello apát öt körtorony által megszakított hatméteres fallal vette körül a várost.
1882-ben felavatták a vasútvonalat, amely összekötötte Giavenót Torinóval. Ez is mutatja Giaveno gazdasági jelentőségét a 19. században. A svájci iparos Adolfo Kind 1898-ban Giavenóban indította útjára az olasz síelést, amikor Prà Fieul negyedből indulva egészen az Aquila csúcstól keletre található Monte Cugno dell'Alpetig érkezett. Az ellenállás időszakában (1943–1945) a partizánok és a város lakossága felkelt a náci-fasiszta elnyomás ellen.

## Látványosságok
Giaveno kellemes hangulatú kisváros, jó állapotban fennmaradt történelmi városközponttal, az Alpok hegyeinek ölelésében. A Sangonenak, és több kisebb pataknak köszönhetően vizekben gazdag vidék, ennek megfelelően a városképhez a számos templom mellett szorosan hozzátartozik a számos szökőkút.
- San Lorenzo templom: az 1900-as évek elején épült, falait Enrico Reffo freskói díszítik
- a középkori városfal maradványai a tornyokkal
- San Roch temploma
- Lourdes-i Miasszonyunk szentély: A kegyhelyet monsignor Carlo Bovero tervezte. A templomot kívülről teljes egészében kővel vonták be, és homlokzatát két magas torony dominálja. Stílusa román-lombard, szerkezete latin kereszt. Mozaikokban és egyéb díszítőelemekben gazdag. Egyetlen kápolnáját Bernadette Soubirousnak szentelték.A templom belsejében a lourdes-i barlang rekonstrukciója látható.
- Mascherone-szökőkűt: a város jelképe, 1622-ből származik. Medencéje feltöltéséhez 24 óra szükséges.
- Palazzo Marchini: reneszánsz palota, a történelmi városközpont meghatározó épülete. A 15. században épült, ma a polgármesteri hivatalnak ad otthont. A palotát a város legfontosabb parkja veszi körül.[3] A park kiemelkedő látványossága a Venusnak dedikált szökőkút, amely neoklasszikus stílusban épült 1910 környékén. Vizét a Sangonéból nyeri.
- Chiesa del Gesù templom: építése 1576-ban  kezdődött el, így Giaveno legrégebbi vallásos építménye. Változatos barokk díszítések jellemzik. Jelenleg  kulturális eseményeknek ad otthont. Kitűnő akusztikája ideálissá teszi komolyzenei koncertek tartására.

## Giavenóhoz köthető személyiségek
- Alfredo Bai szobrászművész
- Santorre Debenedetti irodalmár

## Kultúra
A város a Valsangone Kórus és a Banda Musicale Leone XIII székhelye.

## Gasztronómia
Kenyeréről és az itt termő gombákról ismert.

## Sport
A város női röplabdacsapata, a Banca Reale Yoyogurt Giaveno, (korábbi neve Cuatto Volley Giaveno) jelenleg (2012-ben) az olasz Serie A2-ben játszik.

## Közigazgatás

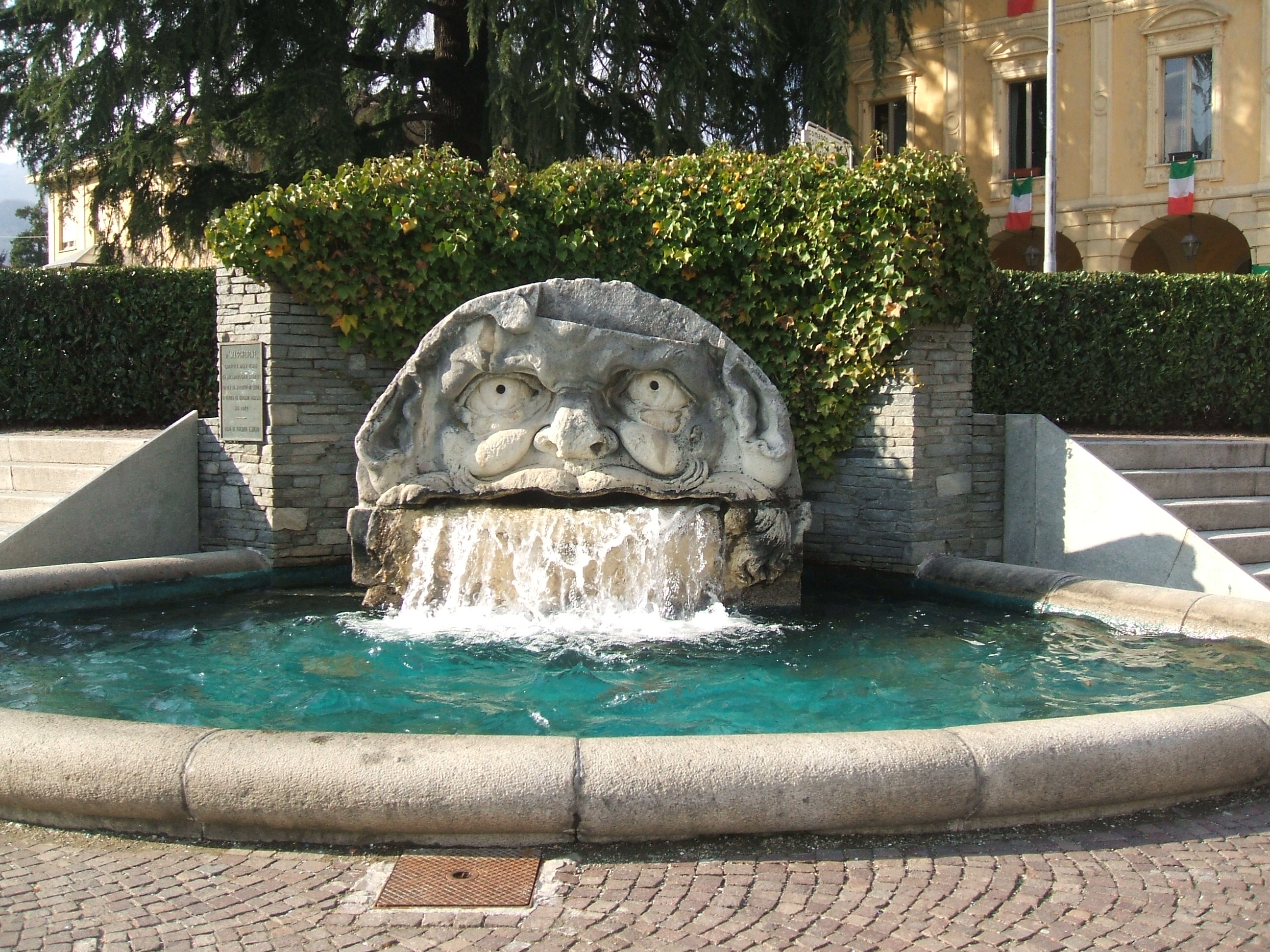
A Mascherone-kút, a város jelképe

A város polgármestere Carlo Giacone.

## Testvérvárosok
- Brinkmann, Argentína
- Chevreuse, Franciaország
- Novszka, Horvátország
- Saint-Jean-de-Maurienne, Franciaország

## Galéria

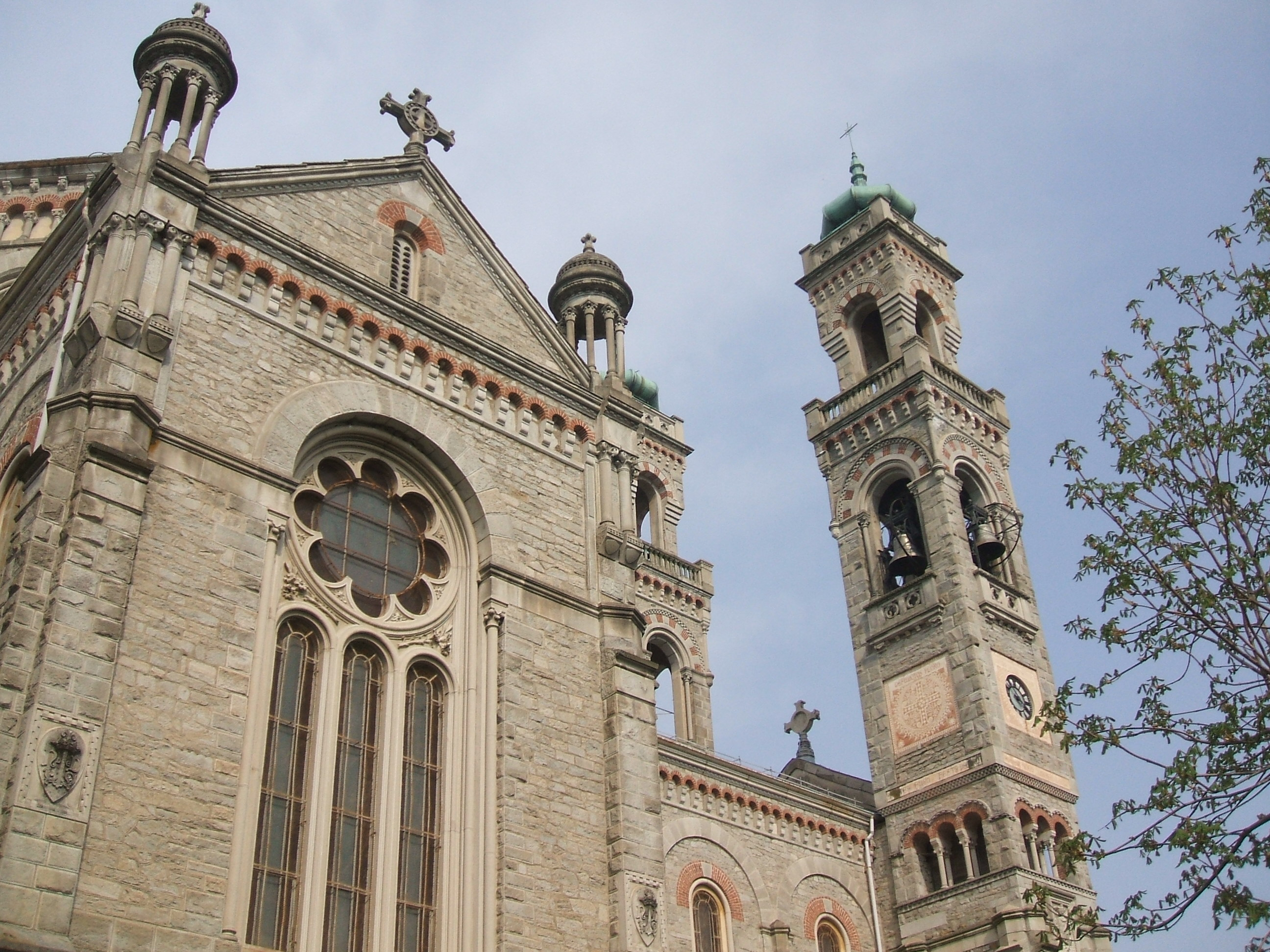
Lourdes-i Miasszonyunk szentély
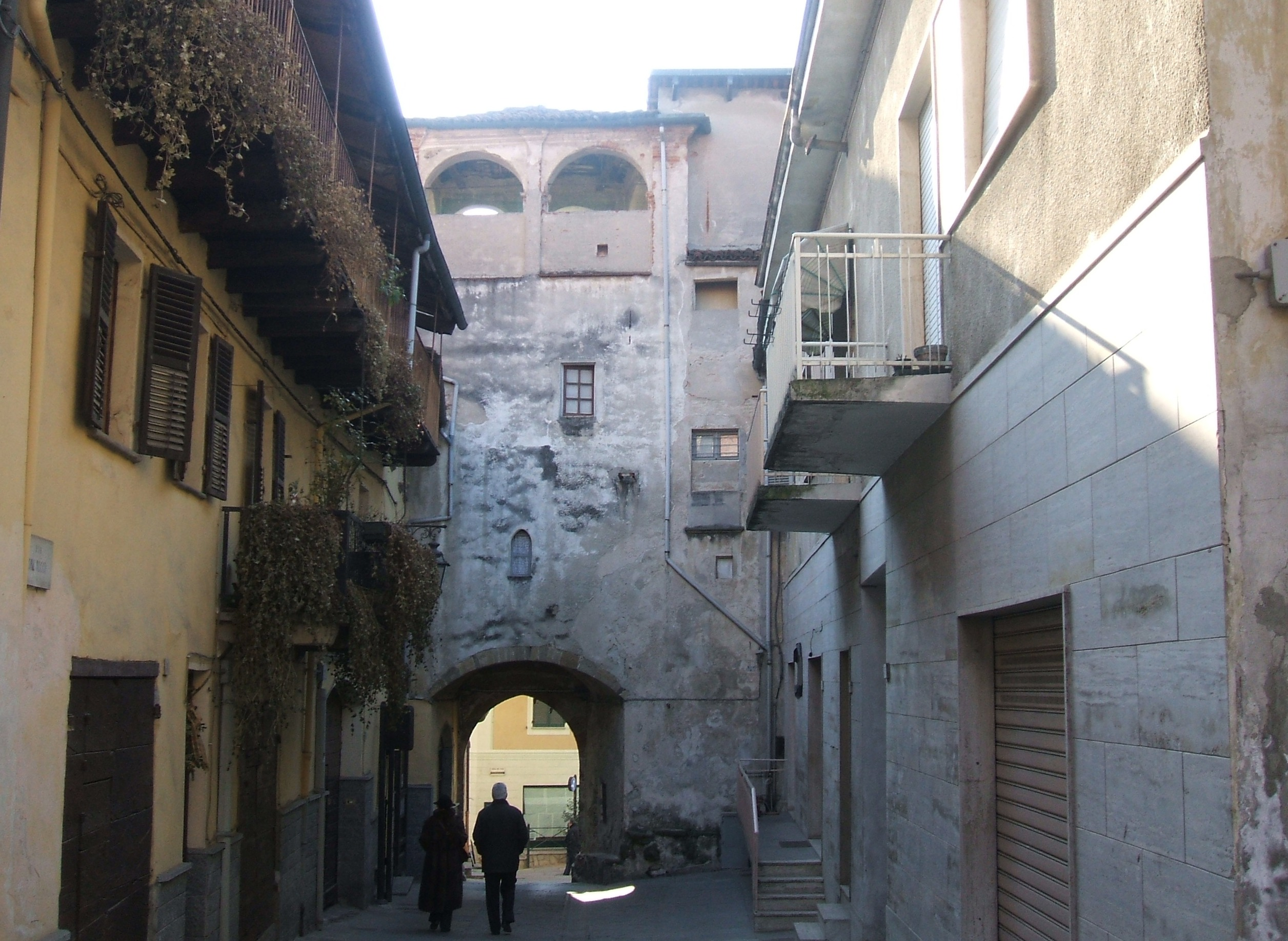
Giaveno belvárosa
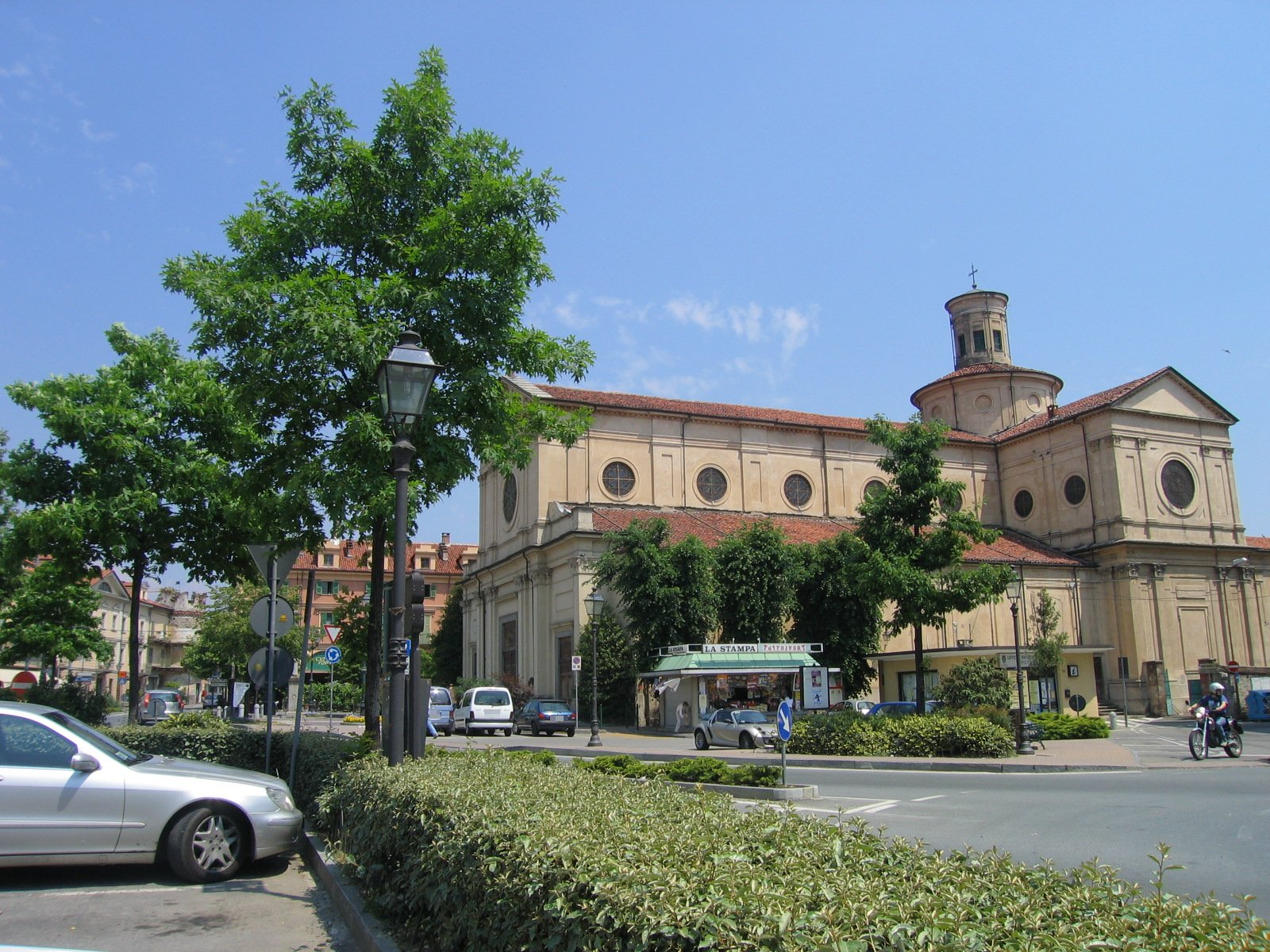
San Lorenzo templom
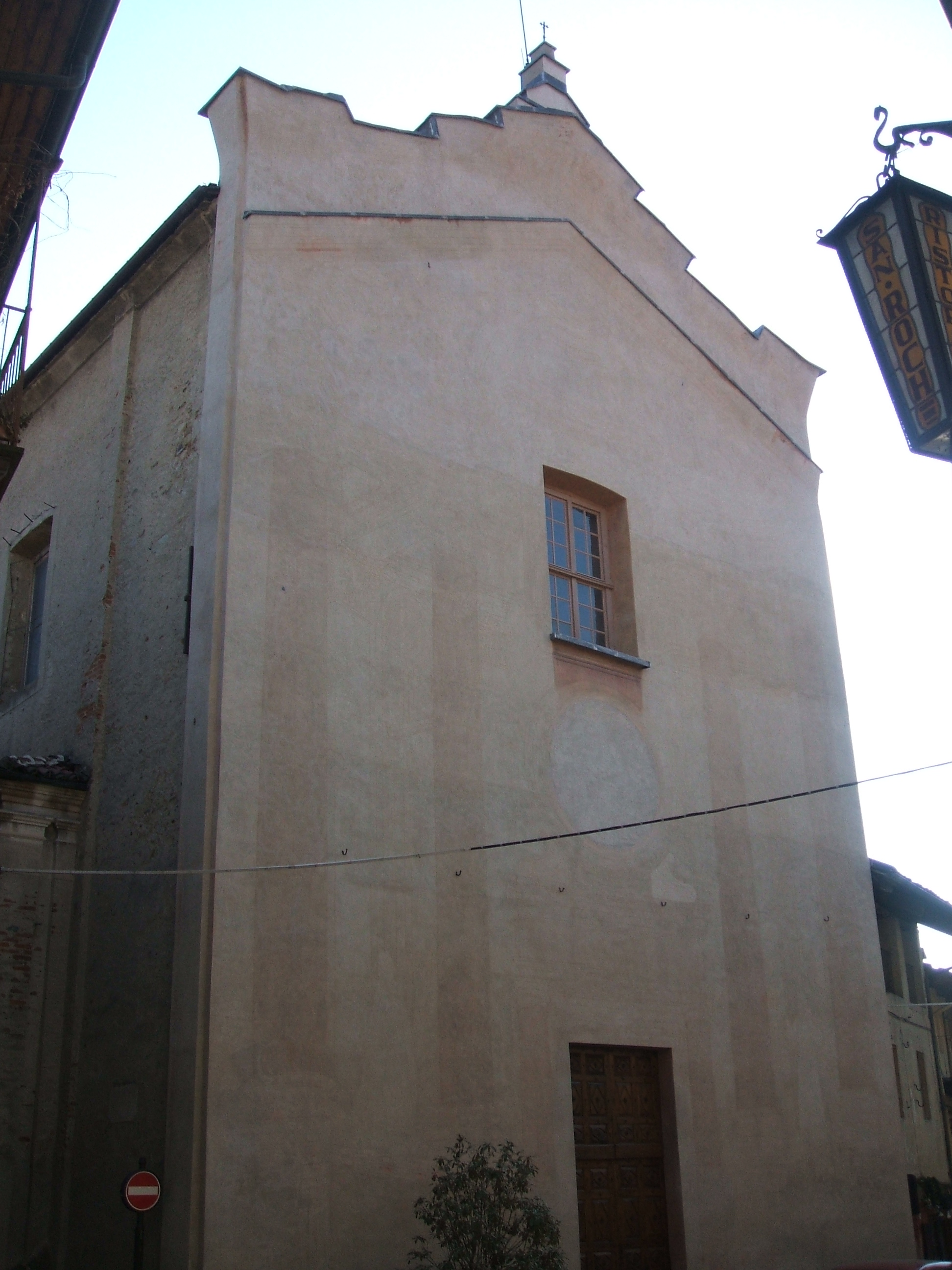
San Roch templom
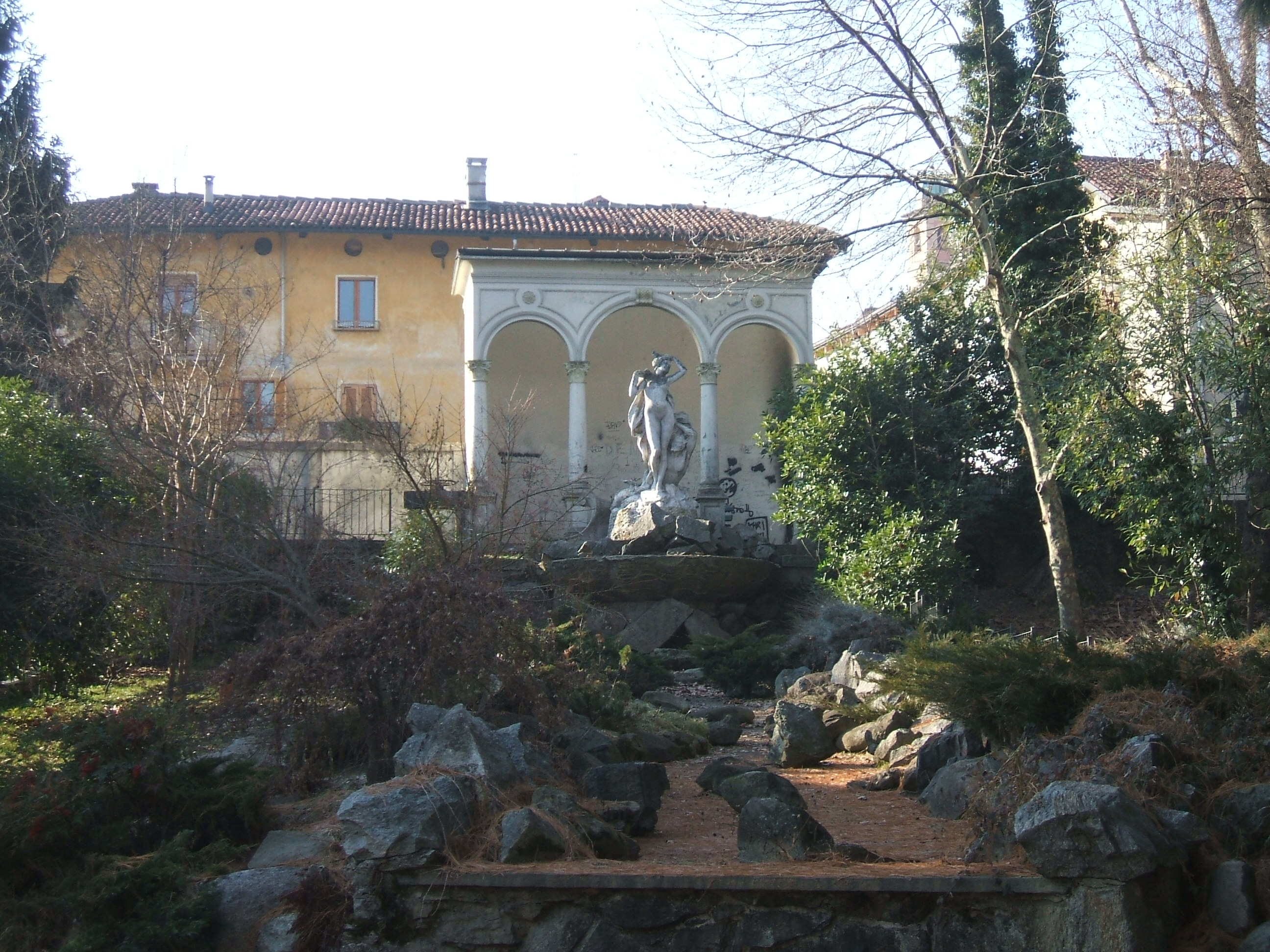
Városi park részlete
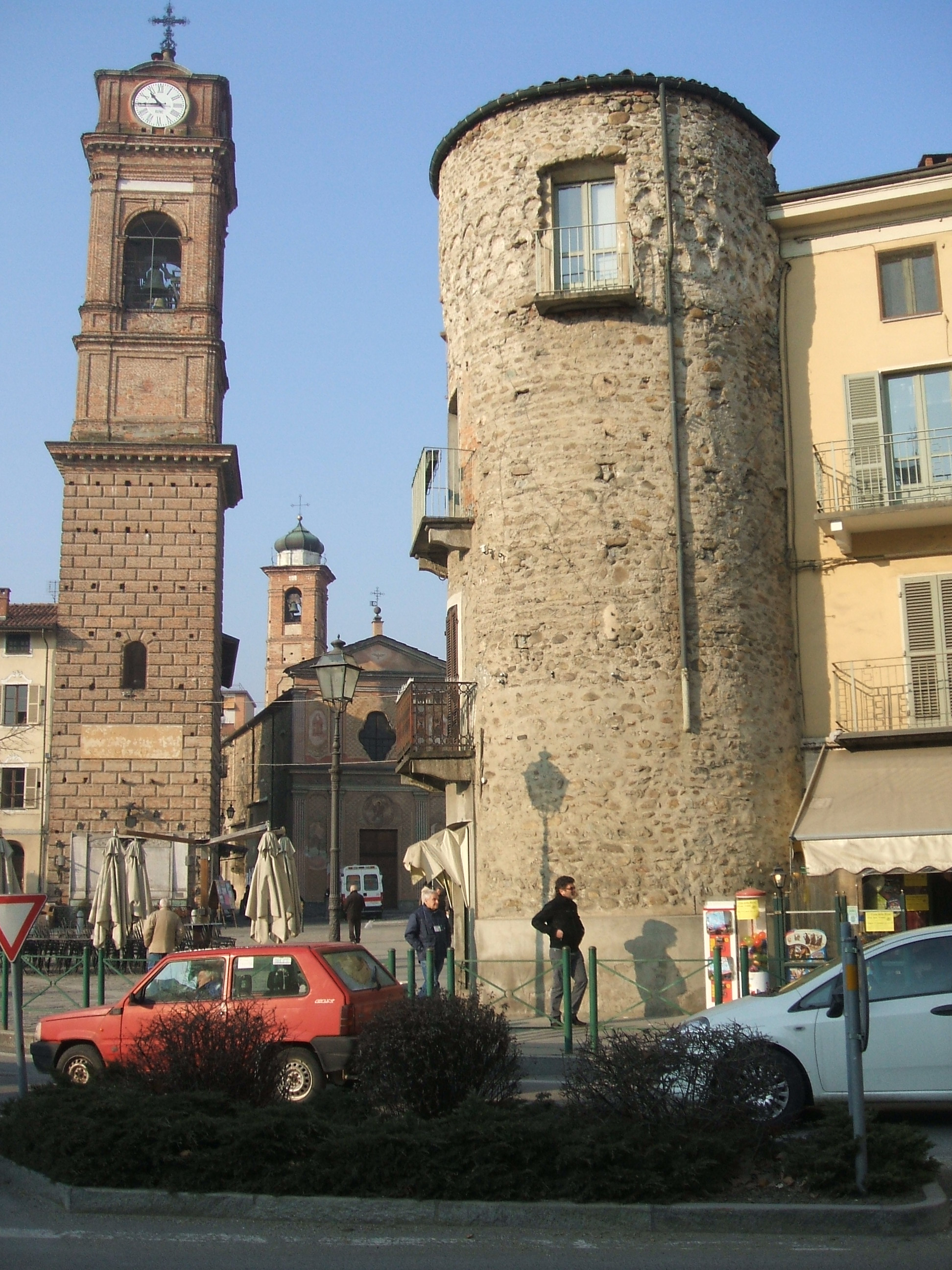
Piazza San Lorenzo az óratoronnyal
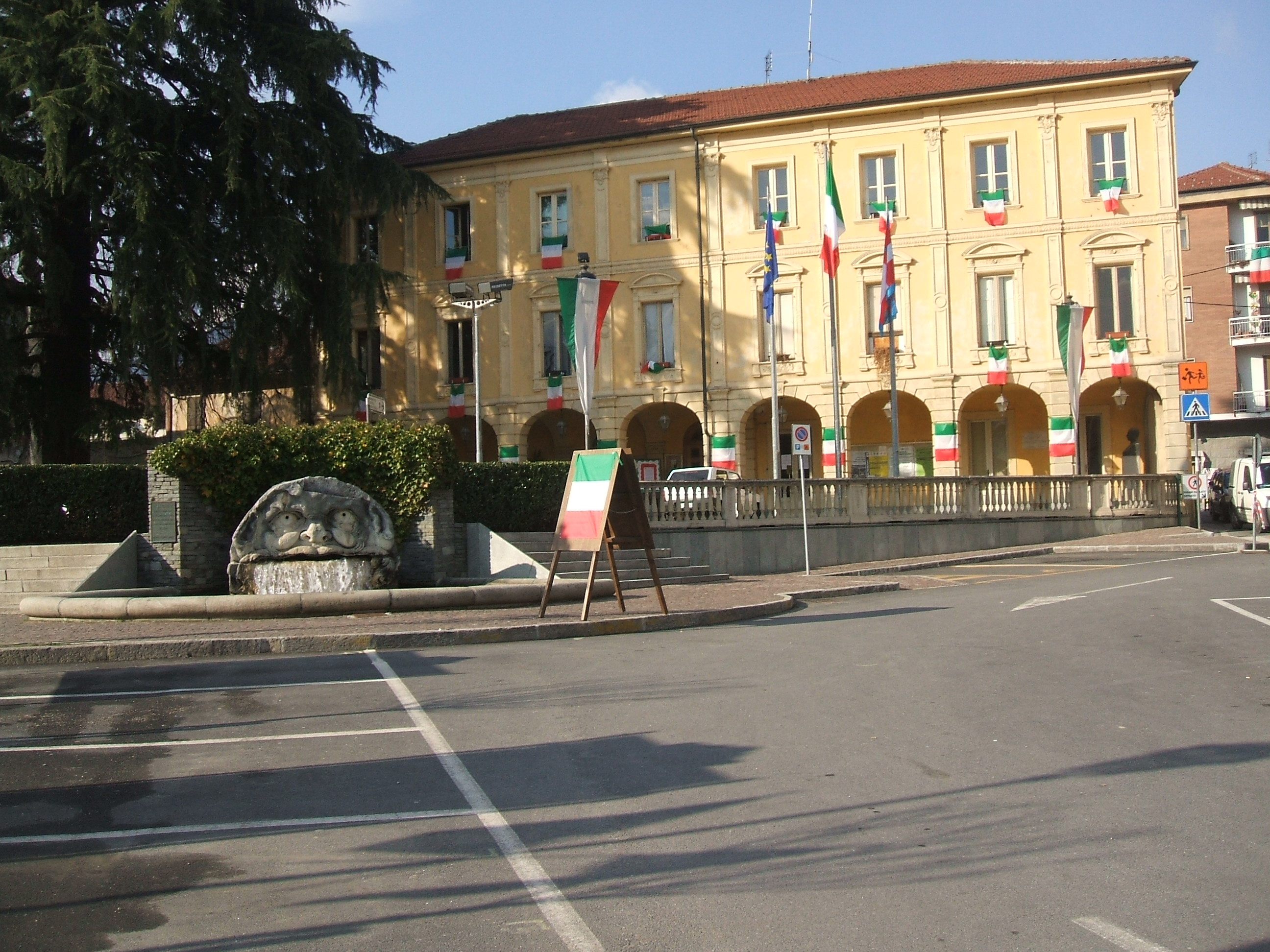
A Városháza a Mascheroneval

## Fordítás
- Ez a szócikk részben vagy egészben  a   Giaveno című olasz Wikipédia-szócikk ezen változatának fordításán alapul.  Az eredeti cikk szerkesztőit annak laptörténete sorolja fel. Ez a jelzés csupán a megfogalmazás eredetét és a szerzői jogokat jelzi, nem szolgál a cikkben szereplő információk forrásmegjelöléseként.